# Wilhelm Holzamer

Wilhelm Holzamer, um 1904

Wilhelm Holzamer (* 28. März 1870 in Nieder-Olm; † 28. August 1907 in Berlin) war ein deutscher Schriftsteller und Literaturrezensent.

## Leben
Der dem dörflichen Handwerkermilieu entstammende Wilhelm Holzamer wurde von seinem Großvater Andreas Holzamer († 1. Juli 1883 in Nieder-Olm) erzogen, einem Befürworter der demokratischen Bestrebungen während der Märzrevolution, der zeitlebens Wilhelms Vorbild blieb. Auf den Schulabschluss folgte von 1886 bis 1889 eine Lehrerausbildung in Bensheim. Ab 1889 unterrichtete Wilhelm Holzamer in Heppenheim die Fächer Deutsch, Musik und Zeichnen.
Großherzog Ernst Ludwig von Hessen berief ihn aufgrund seiner künstlerischen Fähigkeiten in die Residenzstadt Darmstadt, wo die Kerngruppe von Künstlern versammelt war, die die Kunstrichtung des Jugendstil schuf. Holzamer organisierte 1901 dessen erste öffentliche Präsentation. Mit dem Wiener Architekten Joseph Maria Olbrich, dem Kopf der Künstlergruppe, war er eng befreundet.
Nachdem Holzamer die Schauspielerin und Frauenrechtlerin Nina Mardon kennengelernt hatte, trennte er sich von seiner Ehefrau Marie, die ihm sieben Kinder geboren hatte, und ging seinem literarischen Vorbild Heinrich Heine folgend nach Paris. 1905 kehrte er nach Deutschland zurück und wählte Berlin zum Wohnort. In der dortigen literarischen Szene schloss er sich dem Friedrichshagener Dichterkreis an.
Wilhelm Holzamer starb am 28. August 1907 in Berlin und seine Urne wurde in Jena beigesetzt. 1937 erfolgte die Überführung seiner sterblichen Überreste zunächst an seinen Geburtsort nach Nieder-Olm und 1954 schließlich nach Heppenheim.
Sein Geburtsort Nieder-Olm hat den 18 Kilometer langen Rundwanderweg Wilhelm Holzamer Literaturweg eingerichtet, der durch Stadt und Gemarkung führt und auf dem Infotafeln zu seinem Leben und Werk gezeigt werden.
Er und der spätere ZDF-Gründungsintendant Karl Holzamer (1906–2007) waren weitläufig verwandt.

## Künstlerisches Schaffen

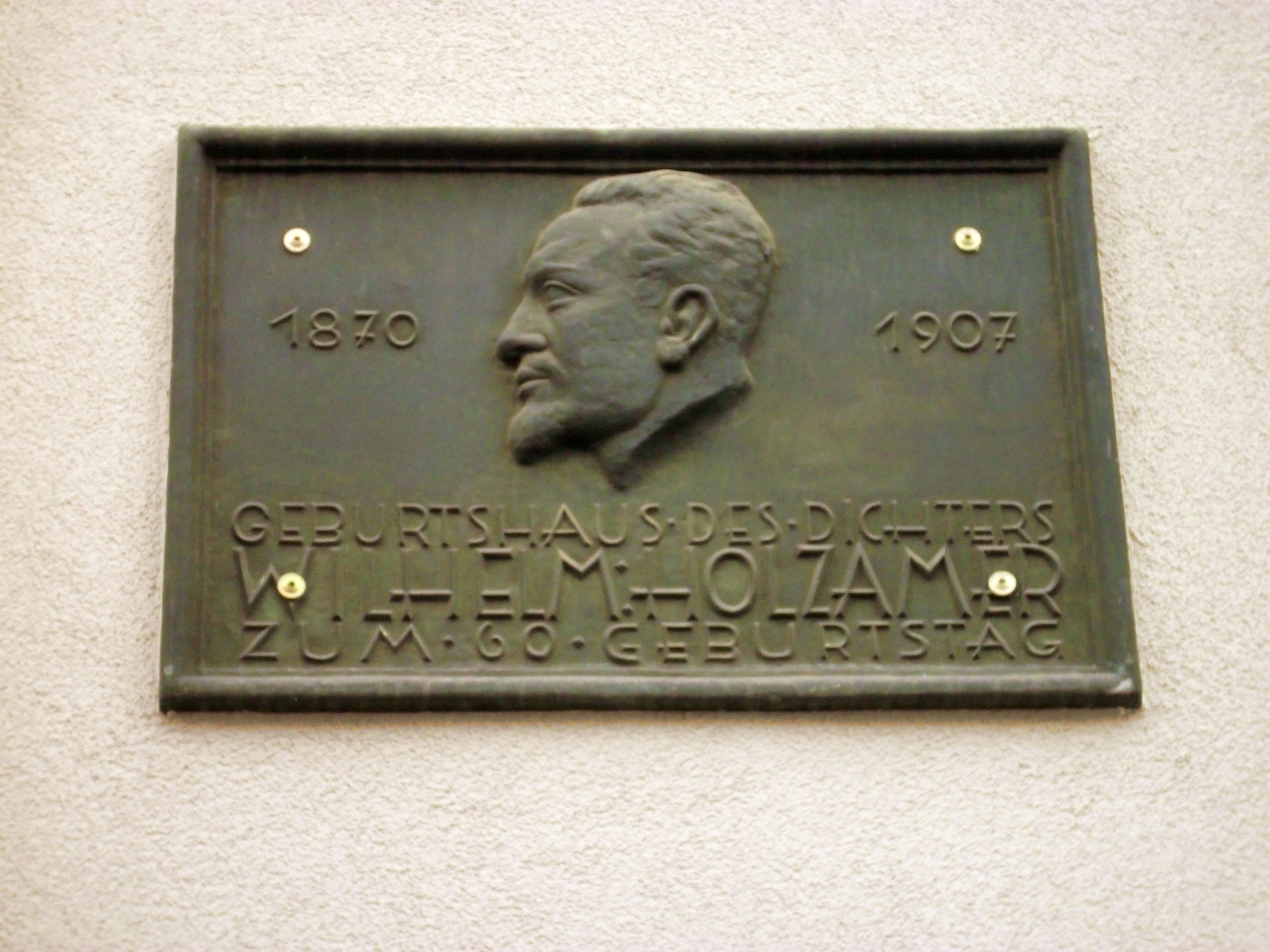
Gedenktafel Wilhelm Holzamers an seinem Geburtshaus in Nieder-Olm

Das literarische Œuvre Wilhelm Holzamers liegt im Bereich zwischen Heimatverbundensein und Weltbürgertum. Die erste schriftstellerische Phase war lyrisch geprägt, wobei Gustav Falke, Detlev von Liliencron, Richard Dehmel und Conrad Ferdinand Meyer seine Vorbilder waren.
Später trat er als Erzähler und Romancier in Erscheinung. Als aufgeklärt-humanitärer, republikanisch-freiheitlicher Demokrat verkörperte er die Gegenposition zum zeitgängigen reichsdeutschen Nationalismus, zum preußischen Militarismus, zum Antisemitismus.
Seine antiklerikal orientierte Gesellschaftskritik war von einer Zuneigung zu den kleinen Leuten geprägt, was sich in seinem erfolgreichen Debütroman über den Schneider Peter Nockler spiegelte.
In der folgenden großen Novelle über den Armen Lukas, seinem ersten autobiografischen Werk, äußerte Holzamer, alles, was sein Leben prägte, könne man seinen Büchern entnehmen. Demgemäß reflektierte er insbesondere in dem 1902 erschienenen biografischen Historienroman Der heilige Sebastian seine Lebenskrise bei der Wahl zwischen zwei Frauen.
Holzamer bediente sich als einer der ersten deutschen Schriftsteller der Erkenntnisse der freudschen Psychoanalyse in seinem schriftstellerischen Werk. Sein Einfühlungsvermögen in das Seelenleben einer Frau bleibt bemerkenswert.
Von dieser Fähigkeit zeugen Holzamers drei Frauenromane Die Sturmfrau, Ellida Solstratten und Inge, in denen er Deutungsansätze des Philosophen Friedrich Nietzsche und des norwegischen Schriftstellers Henrik Ibsen aufgriff.
Ab 1905 in Berlin lebend, bilanzierte er sein Leben im autobiografischen Roman Der Entgleiste und entwarf in seinem letzten Werk Vor Jahr und Tag das Lebensschicksal der Gastwirtstochter Dorth.
Parallel zu seinen schriftstellerischen Schaffen war Wilhelm Holzamer ein einflussreicher Literaturkritiker und -rezensent, hauptsächlich in der Frankfurter Zeitung, und prägte die Literaturszene durch seine Verbundenheit zum Verleger Eugen Diederichs.
Holzamers literarische Bedeutung liegt in seiner stilistischen Brillanz, der Fähigkeit beim Erkunden der menschlichen Psyche, einer symbolhaltigen Sprachkunst und erzählerischen Dramatik.
Durch seine liberal-emanzipatorische Weltläufigkeit inspirierte er den Dramatiker Carl Zuckmayer. Seine Beschreibungen der Natur spiegeln sich im Werk der Schriftstellerin Elisabeth Langgässer.

## Leseprobe
Letzte Feier
Wenn ich tot bin, sollst du mein Gedächtnis feiern,

froh mit Liedern und mit frischen Blumen,

froh mit tausend seligen Gedanken, nur nicht weinen sollst du, nur nicht traurig sein,

froh sein, daß ein Irrender den Hafen, daß ein Leidender den Frieden

und ein Suchender die Ruhe fand.

Wenn sie kommen, die mich schmähen wollen –

Und sie kommen, jetzt schon seh ich

dumpfen Trittes sie zur Urne ziehn,

wenn sie Steine dann auf meine Asche häufen,

Stein um Stein, bis sich ein Hügel wölbte,

leide nicht, – und lächle hellen Auges,

singe Lieder, die den Frühling feiern,

streue Blumen, die den Sommer krönen,

teile Früchte aus, die dir der Herbst gegeben.

Sieh die Wege, die ich ging, sie waren vorgezeichnet,

und ein Höheres schützt mich, das ich selbst nicht weiß,

und das mich ehren wird, bin ich ihm treu gewesen,

und war ich untreu, ewig meine Spur verlöscht.

Kommt der Winter dann, Geliebte, sollst du träumen,

Träume, die in meiner Seele glühten,

da mein Leben all ein starrer Frost war.

Wenn ich tot bin, sollst du mein Gedächtnis feiern,

und in Liedern will ich und in Blumen leben,

in der Menge Wüten und Verachtung –

und in deinen Träumen, wenn ich schlafe!

## Werke (Auswahl)
- Zum Licht. Gedichte, Berlin 1897.

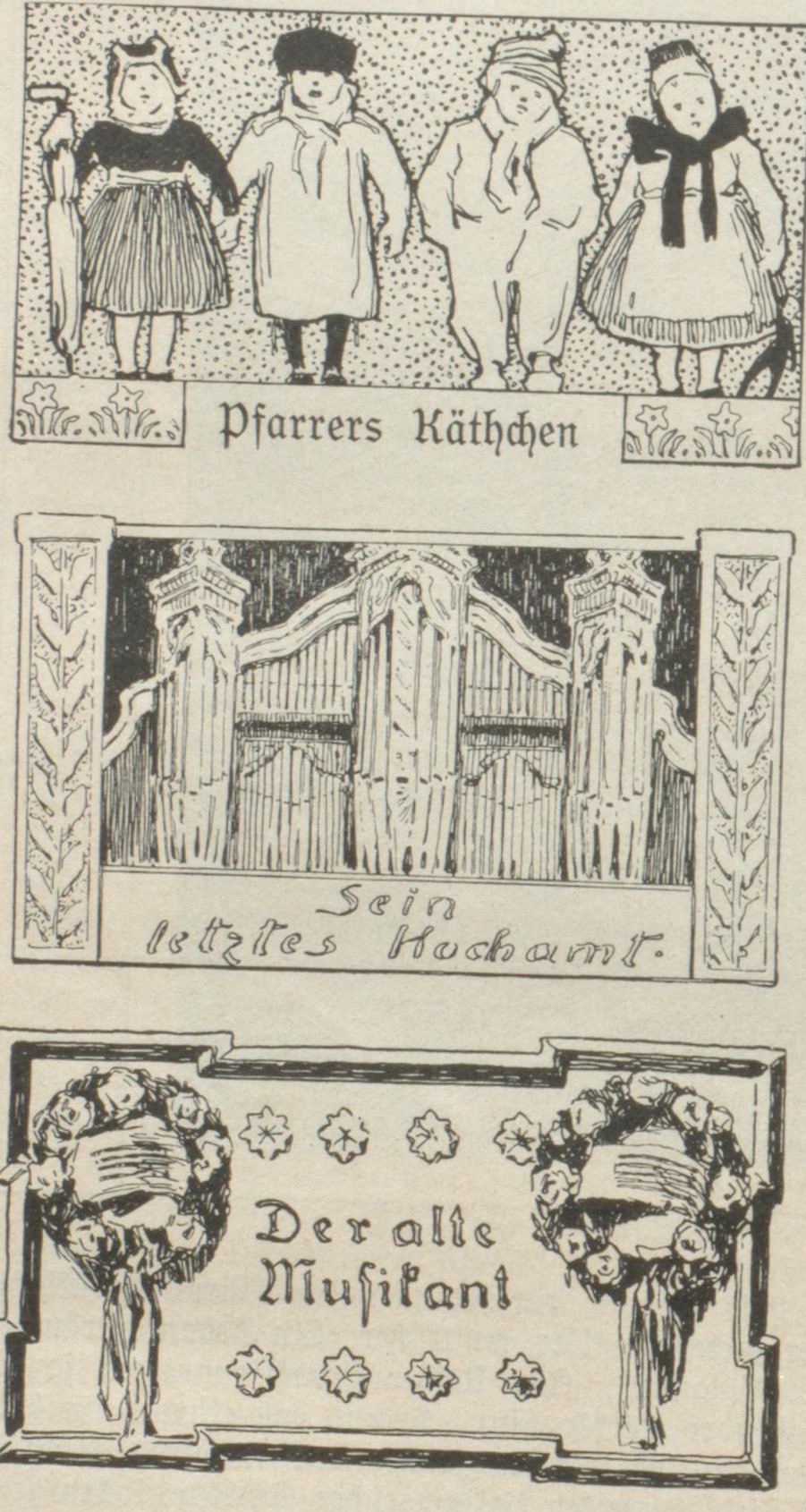
Otto Ubbelohde: Illustrationen zu Im Dorf

- Ellida Solstratten, Berlin/Leipzig 1900.
- Spiele. Mit Zeichnungen von Joseph Maria Olbrich, Leipzig 1901.
- Peter Nockler, Die Geschichte eines Schneiders, Leipzig 1902 (spätere Auflagen Berlin 1905 und 1919, Stuttgart 1925, Nachdruck Nieder-Olm 1973).
- Der arme Lukas. Eine Geschichte in der Dämmerung, Leipzig 1902 (spätere Auflagen Berlin 1905, Stuttgart 1916, Nachdruck Nieder-Olm 1975).
- Conrad Ferdinand Meyer, Schuster & Loeffler Berlin/Leipzig 1904.
- Heinrich Heine, Berlin/Leipzig 1906 (Biographie des deutschen Schriftstellers) Digitalisat.
- Der Entgleiste. Roman in zwei Bänden, hg. von Nina Mardon-Holzamer, Berlin 1910, Nachdruck Nieder-Olm o. J. (ca. 1970).
- Meisternovellen neuerer Erzähler, hg. von Richard Wenz, Bd. VI, Leipzig 1913 (enthält zwei bis dahin nicht erschienene Erzählungen Holzamers).

Neuere Ausgaben
- Vor Jahr und Tag. Neu herausgegeben und mit einem Nachwort von Jens Frederiksen. Rhein-Main, Mainz 1997, ISBN 3-920 615-38-7.
- Wo häng ich mein Schild der Meisterschaft heraus? Ausgewählte Erzählungen. Herausgegeben und eingeleitet von Klaus Böhme. Weinheim 2007, ISBN 978-3-00-021961-0.
- Der heilige Sebastian. Roman eines Priesters. Neu herausgegeben, eingeleitet und mit Abbildungen ausgestattet von Klaus Böhme. Heppenheim 2008, ISBN 978-3-00-024142-0.
- Sein letztes Hochamt. Mit einem Vorwort von Jens Frederiksen. Sonderdruck der Pfarrgemeinde St. Georg. Nieder-Olm 2019.